# 五鬼上堅磐
五鬼上堅磐（日语：／ Gokijō Kakiwa，1897年1月1日—1971年3月7日）是一名日本法官，曾擔任最高裁判所裁判官與學校法人中央大學理事長。

## 生平
五鬼上出生於三重縣熊野市。1922年，他在中央大學法科完成第二年課程後，於同年9月通過律師考試，正式展開法律生涯。
他持續從事律師工作，並於1946年5月成為大審院檢察官，同年6月擔任司法大臣官房秘書課長，1947年12月升任最高裁判所事務總局事務次長。
1950年6月，他出任最高裁判所事務總長，負責約8年的司法行政管理，處理裁判所內部事務及最高裁判所機構改革問題（1957年雖向國會提交了最高裁機構改革法案，但最終遭到廢案）。1955年，他曾對電影《正午的黑暗》的製作施加壓力，理由是該片所涉及的八海事件當時仍在審理中。
之後，他歷任名古屋高等裁判所所長與大阪高等裁判所所長，並於1961年8月就任最高裁判所法官。就職時，他表示：「我將努力加快審判速度，因為如果裁判過於拖延，可能會削弱其價值」。1966年12月，他達到法定退休年齡並卸任。
1968年4月，他擔任中央大學理事長。當時中央大學正處於紛爭之中，他表示將以「白紙」的態度面對，但最終未能解決問題，於1969年辭去理事長職位。
1971年3月7日，他因食道癌於東京都新宿區的東京女子醫科大學醫院逝世，享年74歲。

## 備註
1. 1 2 3  野村二郎 1986，第97頁.
2. 1 2 3 4 5 6  野村二郎 1986，第98頁.